# Свободное (Костанайская область)
Свободное (каз. Свободный) — упразднённое село в Камыстинском районе Костанайской области Казахстана. Входило в состав Алтынсаринского сельского округа. Находится примерно в 65 км к юго-востоку от районного центра, села Камысты. Код КАТО — 394865100. Упразднено в 2019 г.

## Население
В 1999 году население села составляло 727 человек (356 мужчин и 371 женщина). По данным переписи 2009 года, в селе проживало 365 человек (185 мужчин и 180 женщин).